# Messor andrei
Messor andrei es una especie de hormiga del género Messor, subfamilia Myrmicinae.
Se encuentra en California y Baja California.